# 영원씨TV
영원씨TV(본명: 김영원, 1937년 12월 27일 ~)은 대한민국의 유튜버이다.

## 생애
유튜브로 인생의 2막을 살고 있는 크리에이터. (2022년 2월 12일 기준. 구독자수 약 36만 5000명.)
동영상 촬영과 편집은 손녀가 맡는다. 손녀가 할머니와의 추억을 남기기 위해 채널을 개설을 하였다고 한다.
(예쁘셔서 대한민국에서 인기를 끌고 있다.)